# Christian Sarron

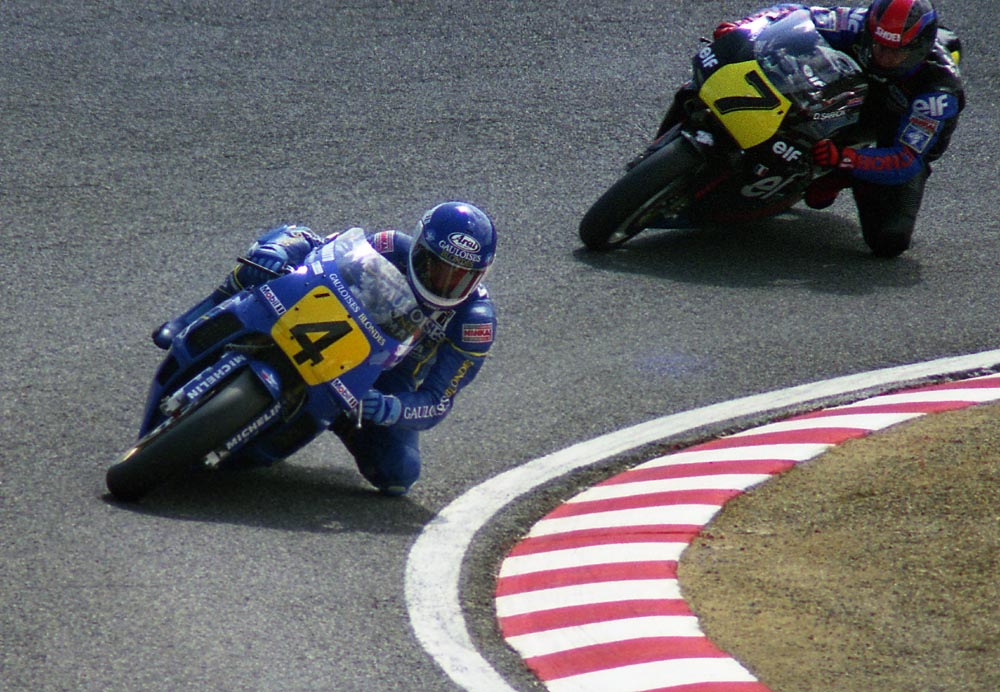
Christian Sarron (nr. 4) voor zijn broer Dominigue bij de Grand Prix van Japan 1989

Christian Sarron (Clermont-Ferrand, 27 maart 1955) is een voormalig Frans motorcoureur.
Sarron reed tussen 1976 en 1990 in totaal 148 races op Yamaha in het wereldkampioenschap wegrace en won in 1984 de wereldtitel in de 250 cc-klasse.
Sarron debuteerde in 1976 in het wereldkampioenschap in de klasse tot 250 cc. Een jaar later, bij de regenrace op de Hockenheimring behaalde hij zijn eerste overwinning. Pas vijf jaar later en wederom in de regen, bij de Grand Prix van Finland in 1982 volgde de tweede overwinning. Het jaar daarop kon Sarron met een volgende overwinning de tweede plek in het kampioenschap achter Carlos Lavado zekerstellen. Ten slotte won hij in 1984 met drie overwinningen de wereldtitel.
Het jaar daarop stapte Sarron over naar de klasse tot 500 cc. Zijn enige overwinning in deze klasse behaalde hij in 1985, wederom in de regen van Hockenheim. Zijn beste eindresultaat in deze klasse was in zowel 1985 als 1989 de derde plek.
In 1995 trad hij uit de actieve motorsport terug en werd teammanager bij het Yamaha-team in het wereldkampioenschap superbike.